# Hedwig Grundmann
Hedwig Grundmann, geborene Hedwig Graef (* 1894 in Berlin; † 1987) war eine deutsche Malerin, Grafikerin, Exlibris-Künstlerin und Gewerbeoberlehrerin.

## Leben

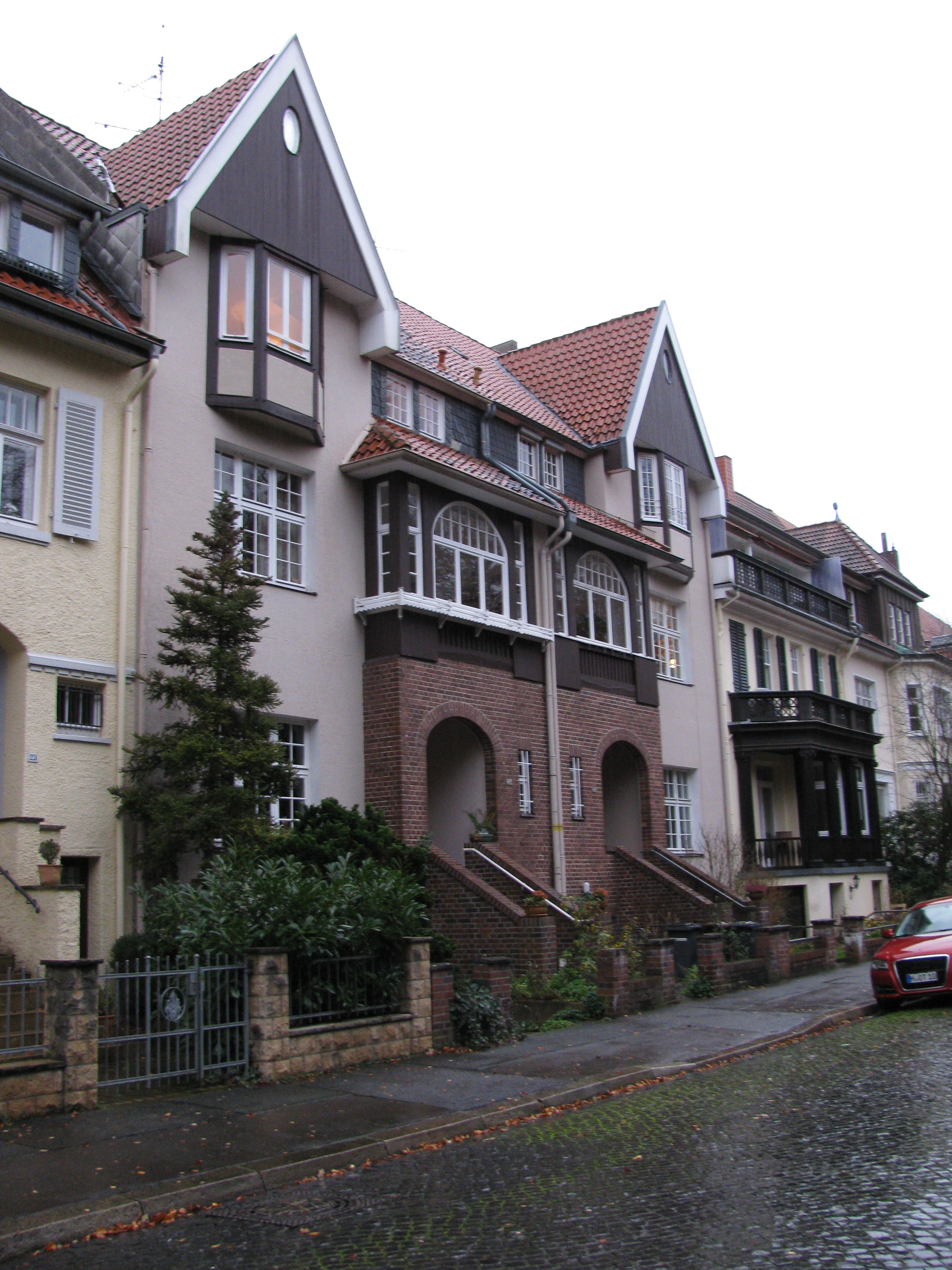
Kaulbachstraße 24 und 25 in Hannover

Die in der späten Gründerzeit in der Hauptstadt des Deutschen Kaiserreichs geborene Hedwig Graef absolvierte ein Gymnasium, bevor sie ab 1911 in Hannover an der dortigen Kunstgewerbeschule die Klassen von Fritz Burger-Mühlfeld und Ludwig Vierthaler besuchte. Ebenfalls in Hannover sowie in Berlin durchlief sie verschiedene Praktika in den Bereichen Graphik, Kunstgewerbe und Mode.
Zur Zeit der Weimarer Republik nahm Grundmann eine Stelle als Gewerbeoberlehrerin in Dessau an. Zudem absolvierte sie 1926 einen Lehrgang bei Johannes Itten und Heinrich Richter-Berlin, 1927 bei Adolf Hölzel in Stuttgart sowie von 1928 bis 1931 die Malklasse von Paul Klee im Bauhaus Dessau.
Mit Beginn ihres Ruhestandes kehrte Hedwig Grundmann 1965 nach Hannover zurück, wo sie 1967 Mitglied der GEDOK Hannover wurde.
1979 unterhielt die Künstlerin Wohnung und Atelier in der Kaulbachstraße 25 im hannoverschen Stadtteil Kleefeld.

## Werke
Grundmanns Arbeiten behandelten Themen aus der Natur, die sie in Zeichnungen, Aquarellen, mit Ölfarben und als Wachsfarben-Malerei zu Papier brachte.

## Ausstellungen
Hedwig Grundmann beteiligte sich seit ihrer Mitgliedschaft zeitlebens an sämtlichen Ausstellungen der GEDOK in den Städten Hannover, Paris, Wien, Meersburg, Utrecht sowie in Berlin-Charlottenburg. Zum Programm „Offene Tür“ wurde 1974 außerdem eine Sonderausstellung in der niedersächsischen Landeshauptstadt gezeigt.